# Жослен I од Куртенеа
Жослен I од Куртенеа или Жослен I од Едесе (? - 1131) био је крсташки војсковођа и гроф Едесе од 1118. године до своје смрти 1131. године.

## Крсташки рат 1101. године
Жослен је у Свету земљу дошао за време крсташког рата 1101. године у склопу Друге француске армије у којој су се налазили још и Стефан од Блоа и Ремон од Сен Жила. Ни ова, као ни остале крсташке армије, није доживела успех на бојном пољу. Уништена је у бици код Мерсивана у којој су Турци побили или одвели у робље преко 35.000 људи. По броју убијених непријатеља. ова битка може се мерити једино са покољем којег су крсташи извршили приликом освајања Јерусалима две године раније. Међутим, све крсташке вође, укључујући и Жослена, успеле су се спасити.

## Године пре владавине
Након пропасти крсташког похода, Жослен улази у службу свога рођака Балдуина I са којим учествује у биткама код Рамле и Харана. У бици код Харана (1104) заробљен је заједно са Балдуином ле Буржом. Схвативши важност својих заробљеника, муслиманске вође су их преотимале један од другог. У заробљеништву су остали до 1107. године када је Балдуин склопио савез са Шавлијем против султана Мухамеда.
Балдуин II му је 1113. године дао град Турбесел (на обали Еуфрата), али му је град одузет због каснијег сукоба Жослена и Балдуина. Бесан, Жослен одлази у Јерусалимску краљевину где од краља Балдуина добија Галилеју.

## Гроф Едесе
Жослен је пружио подршку Балдуину II да дође на јерусалимски престо уместо брата претходне двојице краљева, Еустасија III. Балдуин му се одужио дајући му Едесу на управљање. Првих година своје владавине, Жослен ратује против Алепа. Дана 13. септембра 1122. године Жослена је заробио емир Белек, наследник Ил Газија. У покушају да га ослободи заробљен је и сам краљ Балдуин. Обојица су провели у заробљеништву две године. Јерменски хришћани покушали су да их ослободе из тврђаве Керпут у којој су били затворени. Жослен успева да се ослободи и побегне у Јерусалим. Као талац је у Белековим рукама остао Жослен II од Едесе, син старијег Жослена.

## Смрт
Жослен је умро 1131. године (имао око 60 година) на помало чудан начин. Приликом опсаде неког града урушио се тунел кога су нападачи копали како би упали у град. Жосленово старо тело није издржало пад. Ипак, на самрти у носилима су га водили испред своје армије. Видевши га, Турци су устукнули и дали се у бег. Био је то последњи пут да Жослен види Турке.
Према наводима Виљема од Тира последње Жосленове речи биле су следеће:
Господе, милостиви Господе, молим ти се и захваљујем највише што могу што си ме тако наградио на овоме свету, да имам ту милост и задовољство да на крају видим да ме се непријатељи плаше иако сам полумртац, потпуно неспособан да сам себе услужим, а ипак они ме нису дочекали већ су побегли. Господе, добро Господе, ја знам да све то долази од Твога милосрђа и Твоје доброте.

## Породично стабло
|  |                          |  |  |  |  |  |  |  |  |  |  |  |  |  |  |  |
|  | 2. Joscelin de Courtenay |  |  |  |  |  |  |  |  |  |  |  |  |  |  |  |
|  |                          |  |  |  |  |  |  |  |  |  |  |  |  |  |  |  |
|  |                          |  |  |  |  |  |  |  |  |  |  |  |  |  |  |  |
|  | 1. Жослен I од Куртенеа  |  |  |  |  |  |  |  |  |  |  |  |  |  |  |  |
|  |                          |  |  |  |  |  |  |  |  |  |  |  |  |  |  |  |
|  |                          |  |  |  |  |  |  |  |  |  |  |  |  |  |  |  |
|  | 3.                       |  |  |  |  |  |  |  |  |  |  |  |  |  |  |  |
|  |                          |  |  |  |  |  |  |  |  |  |  |  |  |  |  |  |
|  |                          |  |  |  |  |  |  |  |  |  |  |  |  |  |  |  |